# ساكنات قديمة
الساكنات القديمة (بالإنجليزية: Vetulicolia)‏ (بالاتينية: vetuli (فيتولي)= قديم + cola (كولا) = ساكن) هي شعبة منقرضة. تشمل مختلق كائنات العصر الكامبري ومن أشهرها ثلاثية الفصوص